# Brighton (Tennessee)
Pour les articles homonymes, voir Brighton (homonymie).
Brighton est une municipalité américaine située dans le comté de Tipton au Tennessee.
Selon le recensement de 2010, Brighton compte 2 735 habitants. La municipalité s'étend alors sur une superficie de 2,79 milles carrés (7,23 km2).
Brighton doit probablement son nom à un certain Bright, conducteur du premier train à traverser la localité en 1873, ou à Augustus Washington Bright Sr., qui a donné des terres pour construire le chemin de fer. Bright devient une municipalité en 1913.